# Plewki (gromada)
Plewki – dawna gromada, czyli najmniejsza jednostka podziału terytorialnego Polskiej Rzeczypospolitej Ludowej w latach 1954–1972.
Gromady, z gromadzkimi radami narodowymi (GRN) jako organami władzy najniższego stopnia na wsi, funkcjonowały od reformy reorganizującej administrację wiejską przeprowadzonej jesienią 1954 do momentu ich zniesienia z dniem 1 stycznia 1973, tym samym wypierając organizację gminną w latach 1954–1972.
Gromadę Plewki z siedzibą GRN we Plewkach utworzono – jako jedną z 8759 gromad – w powiecie wysokomazowieckim w woj. białostockim, na mocy uchwały nr 24/V WRN w Białymstoku z dnia 4 października 1954. W skład jednostki weszły obszary dotychczasowych gromad Plewki, Mystki Rzym i Włosty Olszanka ze zniesionej gminy Wysokie Mazowieckie oraz Bryki i Dąbrowa Dołęgi ze zniesionej gminy Szepietowo w tymże powiecie. Dla gromady ustalono 9 członków gromadzkiej rady narodowej.
31 grudnia 1959 gromadę Plewki zniesiono, włączając jej obszar do gromad Szepietowo-Stacja (wsie Plewki, Włochy-Olszanka, Mystki-Rzym i Bryki) i Dąbrowa Wielka (wieś Dąbrowa-Dołęgi).